# Koraput
Koraput là một thị xã và là nơi đặt ủy ban khu vực quy hoạch (notified area committee) của quận Koraput thuộc bang Orissa, Ấn Độ.

## Địa lý
Koraput có vị trí 18°49′B 82°43′Đ / 18,82°B 82,72°Đ Nó có độ cao trung bình là 870 mét (2854 feet).

## Nhân khẩu
Theo điều tra dân số năm 2001 của Ấn Độ, Koraput có dân số 39.523 người. Phái nam chiếm 52% tổng số dân và phái nữ chiếm 48%. Koraput có tỷ lệ 68% biết đọc biết viết, cao hơn tỷ lệ trung bình toàn quốc là 59,5%: tỷ lệ cho phái nam là 76%, và tỷ lệ cho phái nữ là 59%. Tại Koraput, 12% dân số nhỏ hơn 6 tuổi.